# Saint-Christophe-en-Bazelle
Saint-Christophe-en-Bazelle is een gemeente in het Franse departement Indre (regio Centre-Val de Loire) en telt 374 inwoners (1999). De plaats maakt deel uit van het arrondissement Issoudun.

## Geografie
De oppervlakte van Saint-Christophe-en-Bazelle bedraagt 13,9 km², de bevolkingsdichtheid is 26,9 inwoners per km².
De onderstaande kaart toont de ligging van Saint-Christophe-en-Bazelle met de belangrijkste infrastructuur en aangrenzende gemeenten.

## Demografie
Onderstaande figuur toont het verloop van het inwonertal (bron: INSEE-tellingen).